# ヒイロタケ
ヒイロタケ（緋色茸、学名: Pycnoporus coccineus）は、タマチョレイタケ目タマチョレイタケ科シュタケ属の中型のキノコである。食不適。

## 分布
南方系のキノコで、日本国内では本州、四国、九州の平地に広く見られる。国外では中国などの東アジア、東南アジア、オーストラリア、北米、南米、アフリカなどに分布する。
白色腐朽菌の一種で、主に広葉樹林で、一年を通して広葉樹まれに針葉樹の朽ちた枯れ木に重生するが、カワラタケのように密生することはない。発生すると材の白色腐れを起こす。

## 特徴

シンナバリン酸

子実体は扁平な傘型で固く、基部で材にしっかりと固着する。その名のとおり全体が鮮やかな緋色から朱紅色のキノコであり、傘は半円形から円形、幅は3 - 10センチメートル (cm) 。ときに基部は狭まり、短い柄がつく。表面は無毛で平滑、つやがある。風雨にさらされると表面の鮮やかな色は退色し、灰色となる。
傘の下面は濃紅色の管孔状で、表面よりも薄い色合いで、老年化しても色褪せない。管孔は長さ1 - 2ミリメートル (mm) で、孔口は1 mmあたりに5 - 8個と微細。肉は淡朱色で薄く、コルク質から革質で非常に硬く、無味無臭であるため、食用キノコとしての価値はない。キノコを構成する菌糸は三菌糸型で、原菌糸の隔壁にはクランプがある。担子胞子は円筒形からソーセージ形で、平滑、非アミロイド性、大きさは5 - 6 × 2 - 2.5マイクロメートル (μm) 。胞子紋は白色。
通常の菌類は、高温環境下で菌糸の成長は著しく鈍るが、本種は例外的に直射日光にさらされた場所の材木でも旺盛に生育しているのがよく見られる。子実体が生じた材の内部では、朱色の菌糸が広がる様子が観察できる。
食用価値はないが、赤い天然色素を持つキノコであり、きのこ染めに使われることがある。本種に含まれる色素として、フェノキサジン系色素のシンナバリン（cinnabarin）やシンナバリン酸（cinnabarinic acid）、トラメサングイン（tramesanguin）などが同定されている。

## 近縁種
よく似た北方系キノコにシュタケ属のシュタケ (Pycnoporus coccineus) があるが、傘下面の管孔が大きく、目が粗い。